# Cueta secreta
Cueta secreta is een insect uit de familie van de mierenleeuwen (Myrmeleontidae), die tot de orde netvleugeligen (Neuroptera) behoort. 
Cueta secreta is voor het eerst wetenschappelijk beschreven door Navás in 1914.